# Thyrinteina infans
Thyrinteina infans là một loài bướm đêm trong họ Geometridae.